# Мальгино (Новленский сельсовет)
Мальгино — деревня в Вологодском районе Вологодской области.
Входит в состав Новленского сельского поселения (с 1 января 2006 года по 8 апреля 2009 года входила в Нефедовское сельское поселение), с точки зрения административно-территориального деления — в Нефедовский сельсовет.
Расстояние до районного центра Вологды по автодороге — 82,5 км, до центра муниципального образования Новленского по прямой — 22 км. Ближайшие населённые пункты — Ивлевское, Колышкино, Попово, Нефедово, Старое Село, Мишаково, Матвеевское, Подол.
По переписи 2002 года население — 58 человек (30 мужчин, 28 женщин). Преобладающая национальность — русские (91 %).